# Eudynamys melanorhynchus
El koel de pico negro (Eudynamys melanorhynchus) es una especie de ave cuculiforme de la familia Cuculidae endémica de Célebes e islas circundantes. Tradicionalmente se ha considerado una subespecie del koel común (E. scolopaceus), pero actualmente la mayoría de los taxónomos lo consideran una especie aparte. 

## Descripción
Mide de 36 a 44 cm. Su pico oscuro le diferencia del resto de miembros del complejo del koel común que tienen el pico claro.

## Distribución y hábitat
Se encuentra en las selvas de las islas indonésias de Célebes, Sula, Banggai, Togian y los islotes cercanos.